# بويرينو
بويرينو هي كومونا (بلدية) في مدينة تورينو الحضرية في المنطقة الإيطالية بيدمونت ، وتقع على بعد حوالي 20 كيلومتر (12 ميل) جنوب شرق تورينو .
تقع بويرينو على حدود البلديات التالية: كيري و ريفا بريسو شيري و فيلانوفا دستي وسانتينا و فيلاستيلون و إيزلابيلا و تشلارنغو و برالورمو و سيريسول ألبا و كارماجنولا .

## المعالم السياحية الرئيسية
- برج فالغوريرا
- قلعة تيرنافاسو. [3]
- كنيسة مادونا ديلالا
- كنيسة أبرشية سانتا ماريا ماجوري
- كنيسة سبيريتو سانتو
- مصلى سان سيباستيانو . [4]

## روابط خارجية
- الموقع الرسمي